# Coenonympha crassolimbo
Coenonympha crassolimbo är en fjärilsart som beskrevs av Ruggero Verity 1953. Coenonympha crassolimbo ingår i släktet Coenonympha och familjen praktfjärilar. Inga underarter finns listade i Catalogue of Life.